# Saint-Julien-en-Quint
Saint-Julien-en-Quint é uma comuna francesa na região administrativa de Auvérnia-Ródano-Alpes, no departamento de Drôme. Estende-se por uma área de 47,35 km². Em 2010 a comuna tinha 152 habitantes (densidade: 3,2 hab./km²).